# Kupin (powiat iławski)
Kupin (do 2012 Kupinin, niem. Kuppen) – wieś w Polsce położona w województwie warmińsko-mazurskim, w powiecie iławskim, w gminie Zalewo. W latach 1975–1998 miejscowość należała administracyjnie do województwa olsztyńskiego.

## Historia
Wieś wzmiankowana w dokumentach z roku 1320, jako wieś pruska na 60 włókach. Pierwotna nazwa wsi to Kypeyn.
Po raz pierwszy nazwa Kupin pojawia się dokumencie krzyżackim z 25 maja 1315 r., w którym wielki mistrz zakonu krzyżackiego Karl von Trier nadaje Prusowi Symeko pola dzisiejszych Girgajn i opisuje ich położenie w styczności z ville Kuppen – posiadłość Kupin. Pierwszy akt nadanie Kupina z 1299 r. zaginął, lokację odnowiono 21 grudnia 1320 r., w którym Luter von Braunschweig, Brat Zakonu Szpitala Najświętszej Marii Panny Domu Niemieckiego w Jerozolimie, Komtur Dzierzgoński, stwierdza, że "odnośnie wsi naszych Kuppen (Kupin) Salvelt (Zalewo) i Halbedorf (Półwieś), założonych przez czcigodnych braci naszych Heinricha Zuckschwerta i Siegharda von Schwarzburga i dotychczas przez nich użytkowanych podejmujemy w radzie Zakonu i w zgodności z wolą owych mężów zmiany w dotychczasowym akcie nadania tych włości. Wymienionym użytkownikom i ich potomkom nadajemy na prawie chełmińskim wieś Kuppen w wieczne posiadanie z 60 łanami gruntów należnych do wsi. (...) Z każdego łanu każemy ich posiadaczom raz do roku w dzień Świętego Marcina zanosić wymienionemu proboszczowi korzec owsa. Oprócz tego nadajemy na prawie chełmińskim Jakubowi i jego potomkom sołectwo w wieczne posiadanie z 6 łanami gruntów i nakładamy na nich obowiązek wypełniania zobowiązań wobec proboszcza, jak czynią to inni. Sołtysowi i jego dziedzicom dajemy też trzecią część wszystkiego, co na wspominanych włościach jako kary sądowe przypadnie, jednak bez myta, które przy Zakonie naszym zostaje. Zezwalamy sołtysowi i jego spadkobiercom na posiadanie w granicach dóbr Kuppin owczarni z 300 owcami i ani jednej więcej, jednak tylko tak, że nie będzie to powodować szkód w zbożach i pastwiskach naszego majątku. Właściciele łanów będą płacić procenty domowi naszemu w Dzierzgoniu, każdego roku pięćdziesiąt Huben na święto Matki Boskiej Gromnicznej, do tego 2 kury i 3 denary od każdego łanu. Wyłączamy cały majątek i ich posiadaczy z podległości miastu Zalewo, (...). Tak jak to było dotychczas pozwalamy posiadaczom dóbr na uprawianie rybołówstwa na jeziorze Ewingi, na prawach jakie daliśmy mieszkańcom miasta Zalewo. (...) Świadkami wszystkiego są Brat Merkil von Sparrenberg – nasz komtur domowy, Brat Gunter von Schwarzburg – nasz kompan, Brat Friedrich von Thobenecke, Brat Eberhard – nasz mistrz rybicki, Brat Nikolaus Sperwer – nasz kapelan, Heinrich von Kitelitz, Brat Fridrich von Salza – nasz mistrz piwniczny, Brat Friedrich von Spangenberg – nasz kościelny, Brat Konrad der Schwabe, Brat Gotze – nasz skarbnik, Heinrich – sołtys wsi Heinrichsdorf (...). Dokument ten spisany został w domu naszym w Dzierzgoniu, w dniu Świętego Tomasza Apostoła, to jest 21 grudnia 1320 lat po narodzeniu Chrystusa Pana Naszego.
Kupin był prawdopodobnie własnością zalewa Zalewa, bowiem w 1539 r. rozkazano burmistrzowi Zalewa zburzenia do fundamentów kaplicy stojącej w tej wsi, gdyż mieszkańcy Kupina uprawiali w niej bałwochwalstwo” (możliwe, że wynikało z kultu świętego, bowiem oddawanie hołdu świętym było w protestantyzmie – na tych terenach od 1525 r. do 1945 r. – zakazane).
W roku 1782 we wsi odnotowano 76 domów (dymów), natomiast w 1858 w 64 gospodarstwach domowych było 710 mieszkańców. W latach 1937–39 było 399 mieszkańców. W roku 1973 wieś należały do powiatu morąskiego, gmina i poczta Zalewo.
1 stycznia 2012 nastąpiła oficjalna zmiana występującej w dokumentach nazwy wsi z Kupinin na tradycyjną Kupin.

## Etymologia
Nazwa Kuppen odnosiła się prawdopodobnie do rozległego obszaru pruskiego u ujścia rzeczki Młynówki do jeziora Ewingi w Zalewie. Pruskie słowo Cupen wyprowadza się bowiem od pruskiego bądź litewskiego słowa „kupt“, – być zbieżnym, zlewanie się, płynąć razem. Kupin był niemiecką wsią czynszową, pozostałe 33 wsie niemieckie założone wtedy przez Krzyżaków w komturii dzierzgońskiej miały nazwy wyłącznie niemieckie, natomiast 43 wioski pruskie nazwy pruskie.